# Huapaque 2da. Sección
Huapaque 2da. Sección är en ort i Mexiko.   Den ligger i kommunen Juárez och delstaten Chiapas, i den sydöstra delen av landet, 600 km öster om huvudstaden Mexico City. Huapaque 2da. Sección ligger 70 meter över havet och antalet invånare är 241.
Terrängen runt Huapaque 2da. Sección är huvudsakligen platt. Huapaque 2da. Sección ligger uppe på en höjd. Runt Huapaque 2da. Sección är det ganska glesbefolkat, med 27 invånare per kvadratkilometer. Närmaste större samhälle är Huimanguillo, 11,6 km nordväst om Huapaque 2da. Sección. Omgivningarna runt Huapaque 2da. Sección är en mosaik av jordbruksmark och naturlig växtlighet.